# Киселёв, Владимир Викторович
Владимир Викторович Киселёв (24 апреля 1957, Мыски, Кемеровская область — 7 января 2021, Кременчуг, Полтавская область) — советский легкоатлет, олимпийский чемпион в толкании ядра. Заслуженный мастер спорта СССР (1980).

## Биография
Родился 1 января 1957 года в Мысках Кемеровской области. В тот же год родители переехали в г. Кременчуг. С 1969 года тренировался в спортивном обществе «Авангард». В 1974 году вошёл в состав сборной СССР.
В 1978 году стал чемпионом Европы среди юниоров, а в 1979 году — два рекорда в закрытом помещении. Золотую олимпийскую медаль и звание Олимпийского Чемпиона он завоевал в 1980 году на московской Олимпиаде, выступая в составе сборной СССР. Участвовал более 100 международных соревнованиях, в 70 из которых завоёвывал 1 место. Дважды становился чемпионом мира в возрастной категории в 53 и 57 лет.
В 1996 году стал Почётным гражданином Кременчуга.
Скончался после тяжёлой продолжительной болезни 7 января 2021 года в Кременчуге.